# إسحق سدر
إسحق «محمد شريف» عبد الحي سدر (وُلد في 5 نوفمبر 1963 في الخليل) مهندس ميكانيك وأكاديمي فلسطيني. شغل منذ أبريل 2019 وحتى مارس 2024 منصب وزير وزارة الاتصالات وتكنولوجيا المعلومات ضمن حكومة محمد اشتية. كما شغل سابقًا رئاسة لجنة نقابة المهندسين الفلسطينيين – فرع الخليل في عام 2011. بالإضافة إلى منصب عميد كلية المهن التطبيقية في جامعة بوليتكنك فلسطين وعمل محاضرًا في كليتي الهندسة والدراسات العليا فيها.